# Opatrini
Opatrini là một tông bọ cánh cứng trong họ Tenebrionidae, phân họ Tenebrioninae.

## Các chi chọn lọc
| - Adavius - Ammobius - Anemia - Clitobius - Dilamus - Falsocaedius - Gonocephalum - Hadrodes - Hadrus - Helenomelas - Lobodera - Melanesthes - Melanimon Steven, 1829 - Mesomorphus - Neopachypterus Bouchardt, Lobl & Merkl, 2007 (trước đây gọi là Pachypterus Lucas, 1846 (non Swainson, 1839: preoccupied) | - Opatroides - Opatrum - Penthicus - Platynosum - Polycoelogastridium - Prodilamus - Psammestus - Pseudoammobius - Pseudolamus - Pseudoleichenum - Scleron - Scleropatroides - Scleropatrum - Sinorus - Tarphiophasis |

Eupachypterus là chi hóa thạch của Opatrini, được quan sát trong hổ phách được tìm thấy trong các mỏ ở, Ypresian, Pháp có niên đại lớn hơn 50 triệu năm. Nó từng giống với các loài còn sống trong tông Opatriini như Neopachypterus và Pseudolamus.
 Tư liệu liên quan tới Opatrini tại Wikimedia Commons